# Кастредзато
Кастредза́то (итал. Castrezzato, ломб. Castrezàt) — коммуна в Италии, в провинции Брешиа области Ломбардия.
Население составляет 6252 человека (2004), плотность населения составляет 446 чел./км². Занимает площадь 13 км². Почтовый индекс — 25030. Телефонный код — 030.
Покровителями коммуны почитаются святые апостолы Пётр и Павел, празднование 29 июня.